# Mikki Kendall
Mikki Kendall   (Chicago, 23 d'octubre de 1976) és una escriptora, activista i crítica cultural. El seu treball se centra sovint en l'actualitat, la representació mediàtica, la política del menjar i la història del moviment feminista des del punt de vista de la interseccionalitat. Penguin Random House va publicar la seua novel·la gràfica Amazons, Abolitionists, and Activists el 2019, mentre que el seu llibre de no-ficció política Hood Feminism es va publicar a principis del 2020 i, a l'Estat espanyol, el 2022 amb el títol de Feminismo de barrio.

## Primers anys i educació
Kendall va nàixer a Chicago, Illinois el 23 d'octubre del 1976 i es va criar al barri de Hyde Park de Chicago. Kendall es va graduar l'any 2005 a la Universitat d'Illinois a Urbana Champaign. També té un màster en escriptura i publicació per la Universitat DePaul.

## Carrera
Veterana de l'exèrcit dels Estats Units, Kendall va treballar al servei del govern fins al 2013, quan deixà el Departament d'Afers de Veterans per a continuar la seua carrera d'escriptora a temps complet.
Kendall és actualment assagista i crítica cultural. Ha escrit per a The Guardian, The Boston Globe, NBC News, The Washington Post, Bustle, Essence i Eater. Ha aparegut com a comentarista cultural a la NPR, Al Jazeera English, i la BBC.
És un reconegut membre del Black Twitter. i també creadora del hashtag virals de Twitter #SolidarityIsForWhiteWomen que critica el racisme en el moviment feminista, així com de #FastTailedGirls, una referència a la hipersexualització de les xiques negres, i #FoodGentrification, sobre la marginació d'aliments tradicionals per l'interés comercial.
Kendall va editar l'antologia de ciència-ficció Hidden Youth for Crossed Genres Press el 2016. Publicà una novel·la gràfica, Amazons, Abolitionists, and Activists: A Graphic History of Women's Fight for Their Rights, el novembre de 2019 a Ten Speed Press i el seu llibre de no-ficció política Hood Feminism: Notes From the Women That a Movement Forgot fou publicat el febrer del 2020 per Viking Books. Aquest últim llibre critica el moviment feminista per ser en gran manera «el territori dels privilegiats» i ignorar els problemes que afecten de manera desproporcionada a les comunitats de color, com ara la pobresa, l'habitatge, l'atenció mèdica i el racisme.

## Premis i distincions
- 2017: Premi al millor assaig de menjar de l'Association of Food Journalists (Associació de Periodistes d'Aliments, ja extinta)[22] per "Hot Sauce in Her Bag: Southern Black identity, Beyoncé, Jim Crow, and the pleasure of well-seasoned food".[14][23]

### Llibres
- Hidden Youth: Speculative Fiction from the Margins of History. Crossed Genres Publications, 2016 (editora juntament amb Chesya Burke).
- Amazons, Abolitionists, and Activists: A Graphic History of Women's Fight for Their Rights. Ten Speed Press, 2019 (il·lustrat per A. D'Amico).
- Hood Feminism: Notes From the Women That a Movement Forgot. Viking Press, 2020.[21] Traduït al castellà per Capitán Swing i publicat el 2022 amb el títol Feminismo de barrio. Lo que olvida el feminismo blanco. ISBN 9788412457872[3][24]

### Articles recents
- «When Black Girls Hear That "Our Bodies Are All Wrong"».[25]
- «Feminism Claims to Represent All Women. So Why Does It Ignore So Many of Them?».[26]
- «The Neoliberal Misunderstanding of Black Education».[6]